# Condate rufistigma
Condate rufistigma är en fjärilsart som beskrevs av W. Warren 1913. Condate rufistigma ingår i släktet Condate och familjen nattflyn. Inga underarter finns listade i Catalogue of Life.